# Landolphia dewevrei
Landolphia dewevrei är en oleanderväxtart som beskrevs av Otto Stapf. Landolphia dewevrei ingår i släktet Landolphia och familjen oleanderväxter. Inga underarter finns listade i Catalogue of Life.